# キャットウォーク (通路)

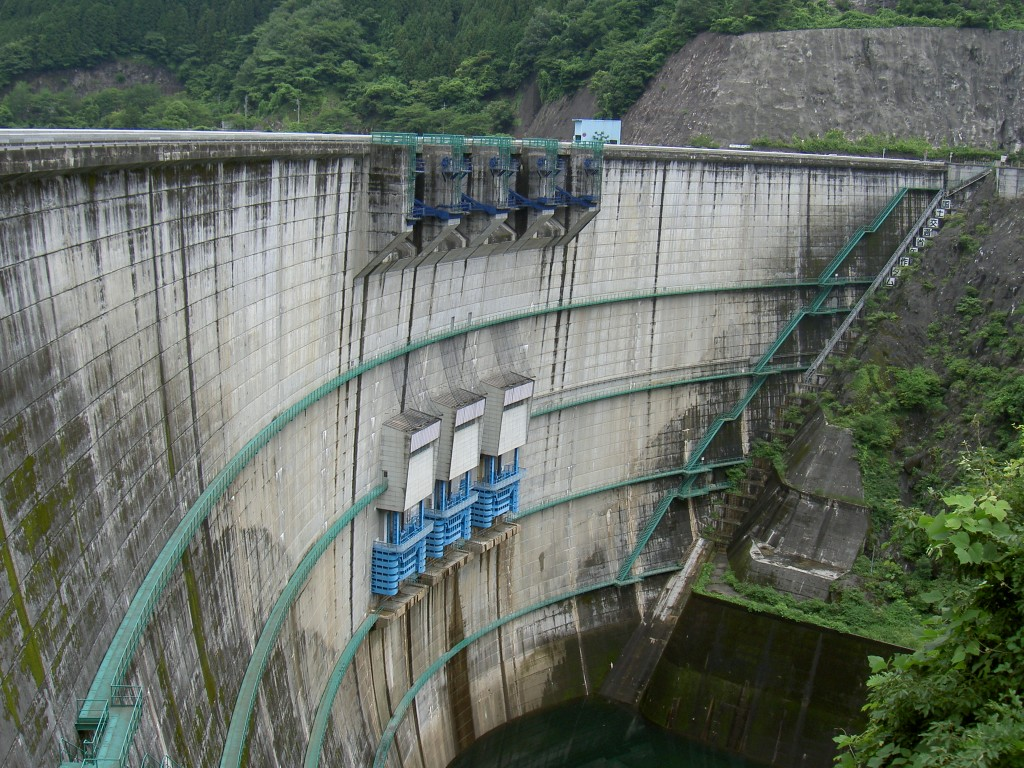
ダムのキャットウォーク（堤面の青い通路）

キャットウォーク (Catwalk) とは、高所にあるネコの通り道のこと。自然にできたもののほか、飼い主などが人為的につけたものも含む。そこから転じ、高所用の通路や足場の代名詞となった。 

## 建築物に設けられるキャットウォーク
大きな体育館や劇場の舞台などでは、高所に設置した照明や緞帳などの調整や点検のため、天井から吊るした器具で通路を造る。こうした通路をキャットウォークと呼ぶ。 

## 工事現場で設けられるキャットウォーク
コンクリートを打設する工事現場では、高さが高くなるにつれて作業用の仮設足場を組むが、この際に型枠の上部に器具を取り付け、逆三角形に組んだ鉄パイプの上に通路を造る。これをキャットウォークと呼ぶ。
また、吊り橋を架ける際のケーブルを作るために空中に引かれる通路も、キャットウォークと呼ばれる。

## 鉄道車両に設けられるキャットウォーク

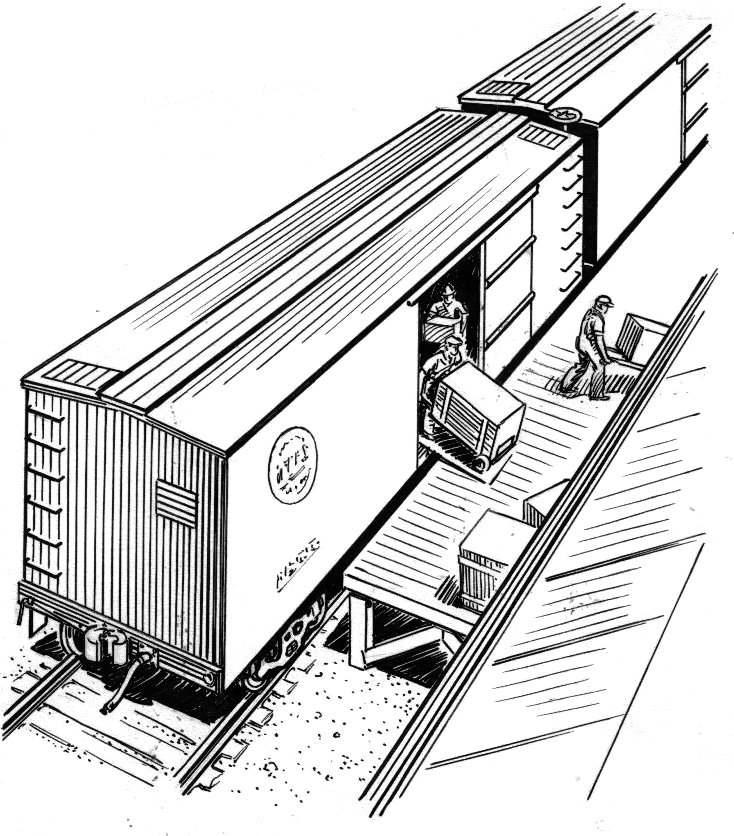
貨車のキャットウォーク（屋上部の渡り板）

アメリカ合衆国の鉄道では、かつて車掌が手ブレーキを操作するために各車輌の屋上部を通行できるようにすることが定められていた。そのため、古いボックスカーなどの屋上に通路が設けられており、これがキャットウォークもしくはランボードと呼ばれている。